# Kati Wilhelm
Katarina „Kati” Wilhelm (n. 2 august 1976, Schmalkalden, Republica Democrată Germană, Germania) este o sportivă germană, fostă campioană olimpică și mondială la biatlon.